# Johann Scheffel
Johann Scheffel (* 30. September 1501 in Weißenstadt; † 5. Februar 1554 in Leipzig) war ein deutscher  Lehrer, Jurist, Ratsherr und Bürgermeister von Leipzig.

## Leben
Scheffel studierte an der Universität Leipzig. 1521 erwarb er den Baccalaureus Artium und 1524 den Magister Artium. Um 1526 arbeitete er als Lehrer an der Thomasschule zu Leipzig unter dem Reformator Caspar Borner. 1533 erhielt er den Juris utriusque Licentiatus und 1534 den Doctor iuris utriusque. 
1537 war er Protonotar beim Schöppenstuhl zu Leipzig, 1542 wurde er Ratsherr, 1544 Schöppe am Schöppenstuhl und 1547 Mitglied am Hofgericht zu Leipzig. In den Jahren 1547, 1550 und 1553 war er regierender Bürgermeister von Leipzig.